# Morphopsis meeki
Morphopsis meeki är en fjärilsart som beskrevs av Rothschild och Jordan 1905. Morphopsis meeki ingår i släktet Morphopsis och familjen praktfjärilar. Inga underarter finns listade i Catalogue of Life.